# Terrane
Ne doit pas être confondu avec microcontinent.

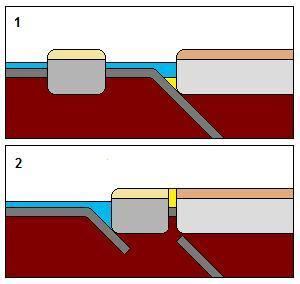
Suture d'un terrane allochtone.

En géologie, un terrane (raccourci pour terrane tectonostratigraphique) est un morceau de croûte terrestre (pas forcément sur toute son épaisseur), bloc tectonique ou microcontinent qui s'est détaché d'une plaque tectonique, déplacé latéralement puis accrété ou aggloméré sur une plateforme continentale ou un craton d'une autre plaque tectonique. Cette microplaque a ainsi une histoire géologique différente de celle de ses formations environnantes.
Lorsque les terranes sont composés d'événements d'accrétion répétés, et sont donc composés de sous-unités avec une histoire et une structure distinctes, ils peuvent être appelés superterranes.

## Origine
Ces matériaux proviennent soit :
- d'arcs insulaires ou d'îles de points chauds que la tectonique a déplacés, apportés et bloqués dans une zone de subduction (ex : arc taconique) ; Hawaï pourra par exemple être identifiée comme un terrane dans plusieurs dizaines de millions d'années si d'aventure elle entre en collision avec un continent, de même que la côte californienne qui se détache peu à peu de l'Amérique du Nord ;
- de fragments détachés d'un continent par divergence (rift ouvrant un océan) (ex : microcontinents d'Armorica et d'Avalonia) ;
- de blocs arrachés et déplacés par des cisaillements majeurs (dans les cratons archéens par exemple).

## Historique du terme
Un usage obsolète accorde au terme la définition d'une série de roches formant un ensemble cohérent ou un secteur présentant des lithologies spécifiques.
Le concept de terrane tectonostratigraphique s'est développé à partir d'études menées dans les années 1970 sur la marge orogénique compliquée de la Cordillère du Pacifique en Amérique du Nord, un pot-pourri géologique complexe et diversifié qui était difficile à expliquer jusqu'à ce que la tectonique des plaques offre la capacité à des blocs crustaux de se déplacer à des milliers de kilomètres de leur origine contre un rivage exotique. Il a été rapidement déterminé que ces tranches de croûte exotiques avaient couvert des distances considérables (jusqu’à des milliers de kilomètres) par rapport à la ceinture orogénique où elles s'étaient finalement retrouvées. Il s'ensuit que la ceinture orogénique actuelle est elle-même un collage d'accrétion, composé de nombreux terranes dérivés de la région circum-pacifique et suturés ensemble le long de failles majeures.
Ces concepts ont rapidement été appliqués à d'autres ceintures orogéniques plus anciennes, comme la ceinture des Appalaches en Amérique du Nord. La nouvelle hypothèse a été soutenue non seulement par des études structurales et lithologiques, mais aussi par des études sur la biodiversité faunique et le paléomagnétisme.